# アヴァール・ハン国
アヴァール・ハン国、またはアヴァール・ヌツァル国（アヴァル語: Avar Nutsallhi; ロシア語: Аварское ханство）は、13世紀初頭から19世紀中盤にかけてダゲスタン（北コーカサス地方）の山岳地帯を支配した長命のアヴァール人国家。フンジアやアヴァリアとしても知られた。

## 歴史
5世紀から12世紀の間、グルジア正教がアヴァール人の住む谷間の地域に伝えられた。キリスト教の王国であったサリルが滅亡し、グルジア王国がモンゴルによる侵攻によって衰退した。さらに、スブタイとジェベに率いられる約2万人の兵士が現れ、この地域におけるグルジア正教の影響力を完全に排除した。 実際には、多数のキリスト教の痕跡（十字架や礼拝堂）がアバール領内から発見されており、グルジアから浸透したキリスト教は14世紀から15世紀までアヴァール人のなかで生き残っていたと考えられている。
グルジアが略奪し尽くされたあと、モンゴル人たちはコーカサス山脈を横切り、冬にはデルベントに到達した。 それでも、アヴァール人 はアラーウッディーン・ムハンマド (1200~1220年に辞職) のモンゴルに対する戦いを支援することを誓った。アヴァール人の居住地域に対するモンゴルの侵攻については文書化されているものがなく、歴史的な手がかりに乏しい。現代史家のムラド・マゴメドフが示唆するように、アヴァール人がコーカサスにおけるモンゴルの影響力の代理人であり、ハンのために貢物を徴収する仕事を任されていたのかどうかを推測することは、おそらく無意味であるだろう。
ジョチ・ウルスが1241年に地域を制圧したが、14世紀に建国されたアヴァール・ハン国はモンゴルからの独立を維持することができた。15世紀にガジクムフ・シャムハル国が崩壊したジョチ・ウルスに代わって台頭したことは、15世紀から16世紀の間にハンの権威を低下させる一因であった。ハン国は緩やかに組織された国家であり、ときおり強大な敵からの保護をツァーリへ求めざるを得ないこともあったが、多くの山岳コミュニティ（マジャート）はハンから相当な自治権を得ていた。
16世紀、この地域はオスマン帝国とサファヴィー朝の勢力争いの激戦地となった。17世紀にはトルコ人からの影響を受けて大半のアヴァール部族がイスラム教を受容した。18世紀において、アヴァール人のイスラム教への信仰の強化は、グルジアへの多くの宗教戦争をもたらした。これらの散発的な襲撃は、グルジアの歴史学でレキアノバと呼ばれる。 これらの襲撃はアヴァール人の叙事詩にあらわれており、もっとも壊滅的な被害を与えた攻撃の指導者であるウンマ・ハーン、 ヌルサル・ベク、マッライチの三人はグルジア側の史料に記載がある。
18世紀、シャムハル (君主号)は着実に弱体化しており、それはアヴァールのハーンたちの野心を助長させていた。1741年の9月、ナーディル・シャーのダゲスタン遠征においてシャーの率いる10万人規模の軍隊を打ち負かしたことが彼らの最大の戦果となった。その成功の後、アヴァールの君主はダゲスタンとチェチェンの自由な共同体を犠牲にしながら彼らの領土を拡張した。ウンマ・ハンの治世（1775年から1801年）の間でコーカサスにおけるアヴァールの支配力は頂点に達し、シャキ・ハン国、クバ・ハン国、そしてシルヴァン・ハン国の権力者たちがウンマ・ハンに献納を行っていた。
ウンマ・ハンの死から2年以内に、ハン国は自発的にロシアの権威に服従した。しかし、ロシアの統治は自由を愛する高地住民たちを失望させた。重税の導入、財産収用、要塞建設はアヴァール人に電撃を与え、ガジ・ムハンマド（1828〜32年）、ガムザト・ベク（1832〜34）、シャミール（1834〜59年）によるカフカース・イマーム国の保護を受けて蜂起した。 このコーカサス戦争 と呼ばれる戦争は、1864年まで猛威を振るい、結果的にアヴァール・ハン国は解体されアヴァール・ディストリクトが設立された。
1864年、アヴァール・ハン国はロシア帝国に併合された。

## 君主の一覧
- 初代 - アヴァール（6世紀）
- 不明
- アブホスロ（英語版） （8世紀）
- ホスロ（先代の息子とされているが、彼が統治していたのかどうか、実際のところはわかっていない）
- 不明
- ウルス・ハン（アルスハン）
- キルディル・シャー、先代の息子
- タッラズ、先代の息子
- アッバス、先代の息子
- サフィ・シャー、先代の息子
- ハバド・シャー、先代の息子
- フィラウン、先代の息子
- アミル、先代の息子
- サイード、先代の息子
- タフマズ、先代の息子
- ファルディン（ペリド）、先代の息子
- バヤル、先代の息子
- ナムルド、先代の息子
- カド（バキル）、先代の息子
- フィルド・シャー （ペルシアのシャー）、先代の息子
- フィルジャの息子たるトク（11世紀中盤）
- ウンマ・ハン、フィルド・シャーの息子
- ウルス・ハン（アル・ハン）、先代の息子
- サラタン1世、先代の息子
- スラカト1世 (12世紀)、先代の息子
- アフマド、僭称者（12世紀）
- アブ・ムスリム、僭称者（12世紀）
- バヤル（12世紀）、スラカトの息子
- マスム・ベク （12世紀）
- スルタン・イブン・マスム・ベク（12世紀）
- チュファン・イブン・スルタン（1185年まで）
- アミル・アフマド・イブン・チュファン（1185年）
- アンドゥニク (アミル・スルタン) (12世紀)、バヤルの息子
- マリク・サラタン (13世紀後半)
- 不明
- スラカト（1362〜1396年、1430年代初頭)
- バイール（1430年代初頭〜？)、先代の息子
- 不明
- アリベクの息子たるシャムハル（ヌツァルだとされているが、特定されていない）（14世紀と15世紀の変わり目）
- サラタン3世
- ドゥゴング、先代の息子
- イブラヒム1世 (アヴァール)
- ムハンマド・ミルザ (アヴァール)、先代の婿であり、ドゥグンの息子
- アンドゥニク1世（1460〜1485年）、イブラヒム1世 (アヴァール)の息子
- ブラチ1世 (1485〜1510年）先代の甥であり、ムハンマド・ミルザ (アヴァール)の息子
- アミル・ハムザ1世 (1510〜1523年)、ウンマ・ハンあるいはブラチ1世の息子
- シャバン（1523年、及び1524年に名が出る）[5] possibly the son of the previous one[6]
- ヌツァル・ハン1世（1540〜1546年）、おそらくはアミル・ハムザ1世の息子
- アンドゥニク2世（1546〜1569年12月)、先代の息子、あるいはシャバンの息子[6]
- アフマド (アヴァール) （1547年及び1548年に名が出る）、もしくは バーティー1世（1569〜1570）、彼は先代の息子 [7]
- ムハンマド・シュヴァンハル （1589）、 ツラヴァヴァ、アンドゥニク2世の兄弟
- カンブルクアヴァル語: Гъан-булат[8]) (неизвестно),[9][10][11] son of the previous
- シュヴァンハル・ヌツァル1世 （1596年まで）、前任者の兄弟、もしくはカンブルクと同一人物[6]
- ムハンマド=ヌツァル1世（16世紀初頭）、クシュカンティ・キラウの息子でありバルチ1世の息子
- イブラヒム2世 (アヴァール) (1600年と1601年に名が出ている)、おそらくシュヴァンハル・ヌツァル1世[6]
- マフディ1世 (1610年に名が出ている[12][13] and ap. 1614[7]）、おそらくイブラヒム (アヴァール)[6]かムハンマド・シャムハラの息子
- 公平なるウンマ・ハン (1634、1635年)、シュヴァンハル・ヌツァルの息子
- アミル・ハムザ2世 (1634、1635]〜1646)、バルティ・キラウ かムハンマド・ヌツァル1世の息子
- ムルダル・ミルザ1世（1650年に名が出ている）
- ドゥグリ1世（1656〜1667、1668年死去）アンドゥニクの息子（ウンマ・ハン）、[14][15]公平なるウンマ・ハン、もしくはウンマ・ハンの息子[6]
- ムハンマド・ヌツァル2世 (1667年、1668年〜1687年）、先代の息子
- ウンマ・ハン2世（1687〜1698年）、先代の息子
- アンドゥニク3世、先代の息子
- ドゥグリー2世 (1698〜1706年）、先代の兄弟
- ウンマ・ハン3世 (1706〜1709年）、ドゥグリ2世の息子
- ムハンマド・ヌツァル３世（1709〜1713年[16] or 1725[10])、先代の兄弟
- ウンマ・ハン4世 (1725〜1735年）、 エルダー・ブラチの息子、ドゥグリ2世の息子
- ハンカラフ（1722〜1730）共同指導者、ウンマ・ハン4世の兄弟
- ヌツァル・ハン2世（1735〜1744年）、ウンマ・ハン3世の息子
- マフムド・ハン1世 (アヴァール) (1744〜？年)
- ムハンマド・ヌツァル4世（？〜1774年)、ウンマ・ハン4世の息子
- ウンマ・ハン5世 (1774〜1801年4月）先代の息子
- ゲベク・ハン1世（1801〜1802年1月）、 先代の兄弟
- スルタン・アフメド・ハーン1世（1802〜1823年）、メフツリンのアリ・スルタン1世の息子
- スルハイ・ハーン1世 (アヴァール)（1818〜1834年）、ゲベク・ハン1世の息子。 その権力はロシアにのみ承認されていた。権力はスルタン・アフメド・ハーン1世（1802〜1823年）にあった。
- アスラン=フセイン・ハーン1世（1827〜1828年）その権力はロシアにのみ承認されていた。権力は アブ・スルタン・ハーン1世（1823〜1834）にあった。
- アブ・スルタン・ハーン1世（1828〜1834）、スルタン・アフメド・ハーン1世の息子
- バフク・ビケ1世（1834〜1834年）、ウンマ・ハン5世の娘
- スルタン・アフメド・ハーン2世（1834〜1836年）そして彼の摂政:
  - アスラン=フセイン・ハーン1世 （1834〜1836）、以前のハン
  - ヌツァル=アガ1世 （1836年） アスランの息子
  - ムハンマド・ミルザ1世（1834〜1836）、ヌツァル=アガの兄弟
- アフメド・ハン（1836〜1843）、 マートゥル・ハン国の支配者
- 一時的な支配者たち:
  - フォレマン・アイトベル（1843年）
  - ベク・ヒンマト1世（1843年）
  - クァディ・ムハンマド（1843年）

1837〜1859年にかけてはカフカース・イマーム国の一部
- イブラヒム・ハン（1859〜1864年）Mekhtulinsky

## 関連記事
- スンナ派王朝の一覧（英語版）
- アヴァール
- ゲベク・ジャンク・イブン・ムハンマド（英語版）